# Opisthograptis delineata
Opisthograptis delineata är en fjärilsart som beskrevs av Barend J. Lempke 1951. Opisthograptis delineata ingår i släktet Opisthograptis och familjen mätare. Inga underarter finns listade i Catalogue of Life.